# Ophrys abeille
Ophrys apifera
Espèce
Statut de conservation UICN

 LC  : Préoccupation mineure
Statut CITES
L'Ophrys abeille (Ophrys apifera) est une espèce d'orchidaceae terrestre européenne.

## Étymologie
Ophrus signifie sourcil, apifera : du latin apis (abeille) et fero (je porte).

## Floraison
La floraison a lieu d'avril à juin dans le bassin méditerranéen et à partir de mai dans les régions plus nordiques.[réf. nécessaire]

## Habitat
Cette espèce se rencontre en pleine lumière ou à mi-ombre, sur sols surtout calcaires, dans les pelouses, les garrigues, les broussailles, les bois clairs, les prés ras, rocailles, talus, dunes, au bord des routes également. Jusqu'à 1 500 mètres d'altitude.

## Pollinisation
Ophrys apifera est pollinisée par des abeilles solitaires (dont plusieurs espèces d'eucères, parmi elles, Eucera longicornis) mais pas par les abeilles sociales (comme l'abeille domestique). La plante attire l'insecte en produisant une odeur qui imite l'odeur de l'abeille femelle. De plus, le labelle se comporte comme un leurre que l'abeille mâle confond avec une femelle. Le transfert de pollen se produit pendant la pseudocopulation qui s'ensuit.
Certaines chrysomèles peuvent également se prendre au piège, des cas d'Exosoma lusitanicum en pseudocopulation avec celui-ci ont été rapportés.
Si la fécondation croisée n'a pas eu lieu, Ophrys apifera a recours à l'autofécondation. On peut observer un basculement précoce des pollinies sur le stigmate. Cette particularité provoque des variations locales nombreuses dont on a parfois voulu faire des espèces nouvelles. (O. jurana, bicolor, aurita, fulvofusca, trollii, botteroni, friburgensis, saraepontana, flavescens...). Les illustrations suivantes montrent les lusus jurana, bicolor et aurita. Le lusus jurana est caractérisé par de grands pétales roses presque identiques aux trois sépales et un labelle bicolore déformé, tandis que aurita présente deux pétales allongés (au moins du double de ceux de l'espèce type). Le lusus bicolor est quant à lui caractérisé par un labelle bicolore, la zone basale étant plus claire que la zone apicale.

## Aire de répartition
Cette plante euro-méditerranéenne des régions tempérées de l'Atlantique jusqu'au Caucase, parfois abondante, se rencontre presque dans toute la France, Corse comprise, aussi en Île-de-France de façon sporadique.
Très rare en Bretagne , placée sur la liste rouge du Massif armoricain, elle a été découverte à Concarneau en plein milieu urbain dans un jardin public : on y a recensé 70 tiges florales en 2021 et 265 en 2023.

## Morphologie

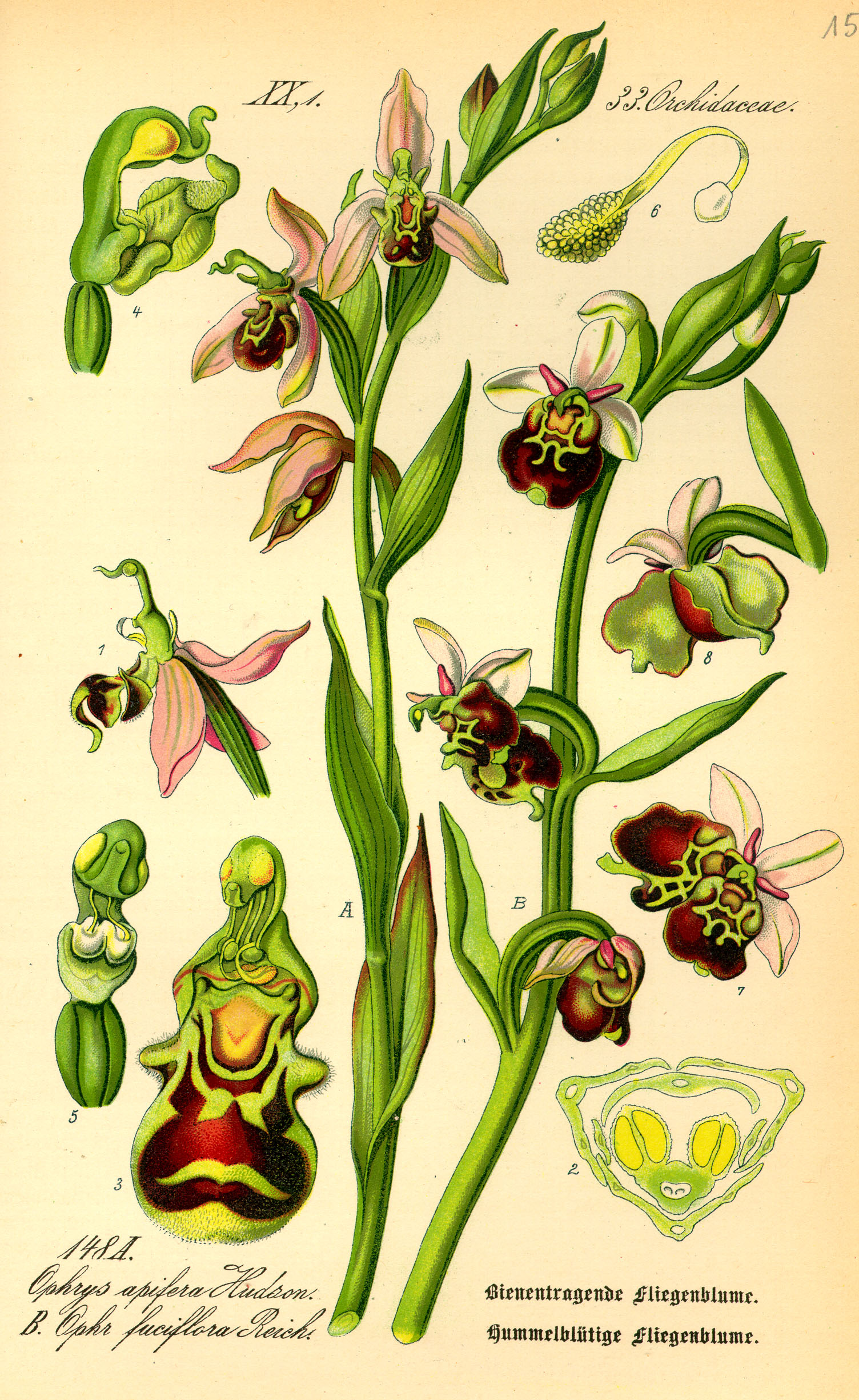
Illustration de feuille et de fleur dOphrys apifera.

- Grands sépales roses ou blancs avec nervure verte pour la plupart des variantes.
- Petits pétales jaune verdâtre, velus, triangulaires.
- Labelle caractéristique 1 semi-globuleux, velouté, avec dessins jaunes, 2 lobes latéraux en forme de bosse ; fait penser à un abdomen d'insecte.

## Statuts de protection, menaces
L'espèce n'est pas considérée comme étant menacée en France. En 2021 elle est classée espèce de préoccupation mineure (LC) par l'UICN.
Toutefois localement l'espèce peut se raréfier: elle est considérée quasi menacée (NT), proche du seuil des espèces menacées ou qui pourrait être menacée si des mesures de conservation spécifiques n'étaient pas prises, dans la région Haute-Normandie; elle est considérée vulnérable (VU) en Picardie et Nord-Pas-de-Calais.
En France, elle est protégée dans les régions Centre, Franche-Comté, Limousin, Nord-Pas-de-Calais et dans les départements de la Dordogne et de la Meurthe-et-Moselle.

## Espèces proches et hybrides primaires
- Ophrys × circaea W.Rossi & Prola 1983. ⇒ O. apifera × O. bombyliflora (Italie)
- Ophrys × minuticauda Duffort 1902. ⇒ O. apifera × O. scolopax (Espagne, France, Sardaigne)
- Ophrys × minuticauda nothosubsp. donorensis Gulli & M.P.Grasso 1997. ⇒ O. apifera × O. scolopax subsp. conradiae (Sardaigne)
- Ophrys × minuticauda nothosubsp. minuticauda. ⇒ O. apifera × O. scolopax subsp. scolopax (de l'Europe au Caucase)
- Ophrys × onckelinxiae P.Delforge 2006. ⇒ O. apifera × O. colossaea (Ile de Rhodes, Mer Égée)
- Ophrys × pietzschii Kümpel 1982. ⇒ O. apifera × O. insectifera (Europe)
- Ophrys × rauschertii Kümpel (1981 publ. 1982). ⇒ O. apifera × O. insectifera × O. sphegodes (Europe)
- Ophrys × soller M.Henkel 2000. ⇒ O. apifera × O. speculum (Baleares)
- Ophrys × torrensis H.Dekker 1999. ⇒ O. apifera × O. scolopax × O. sphegodes (Italie)
- Ophrys × turiana J.E.Arnold 2009. ⇒ O. apifera × O. tenthredinifera (Espagne)
- Ophrys × vespertilio W.Rossi & Contorni 1996. ⇒ O. apifera × O. bertolonii (Italie)

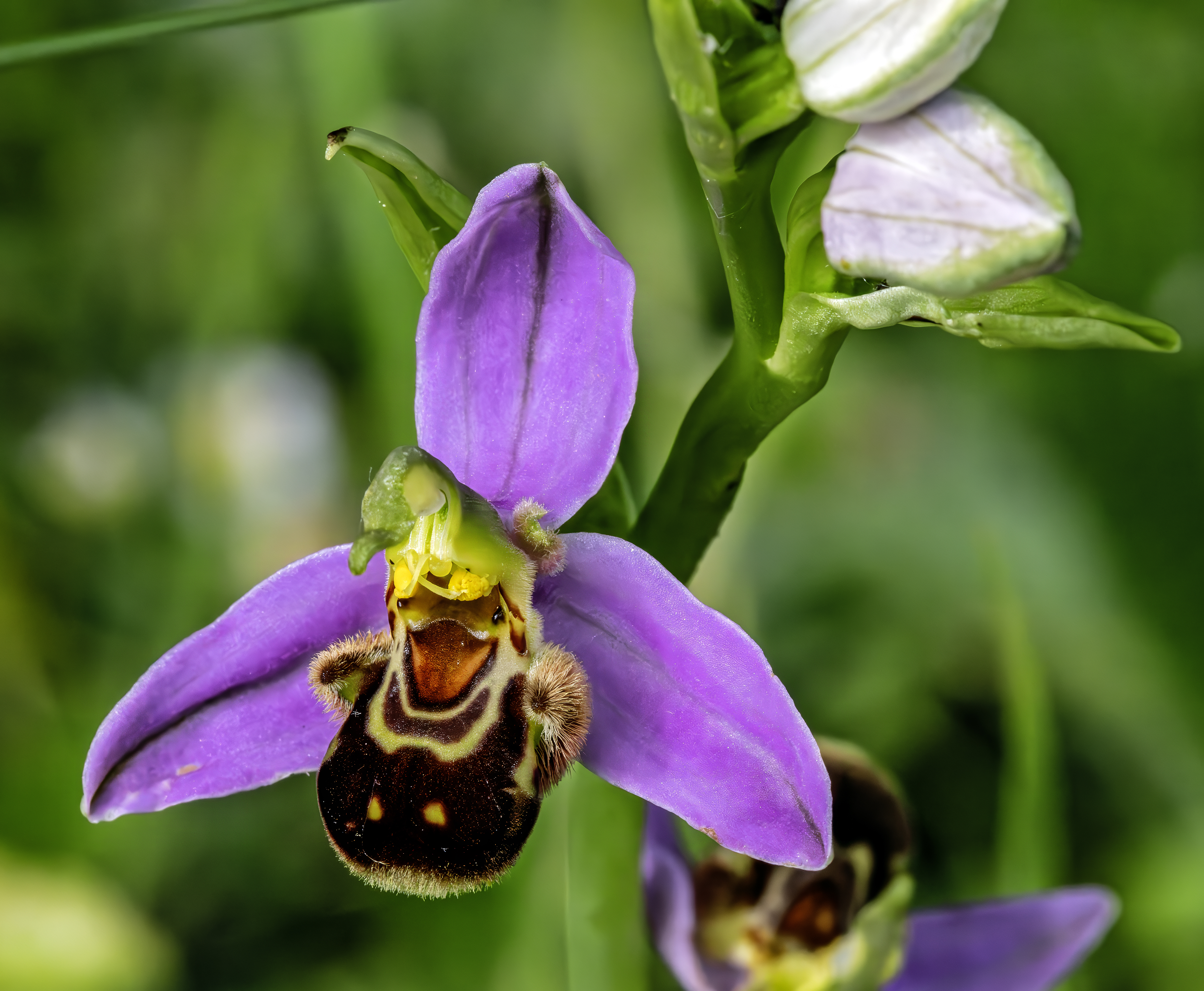
Fleur d’Ophrys apifera.
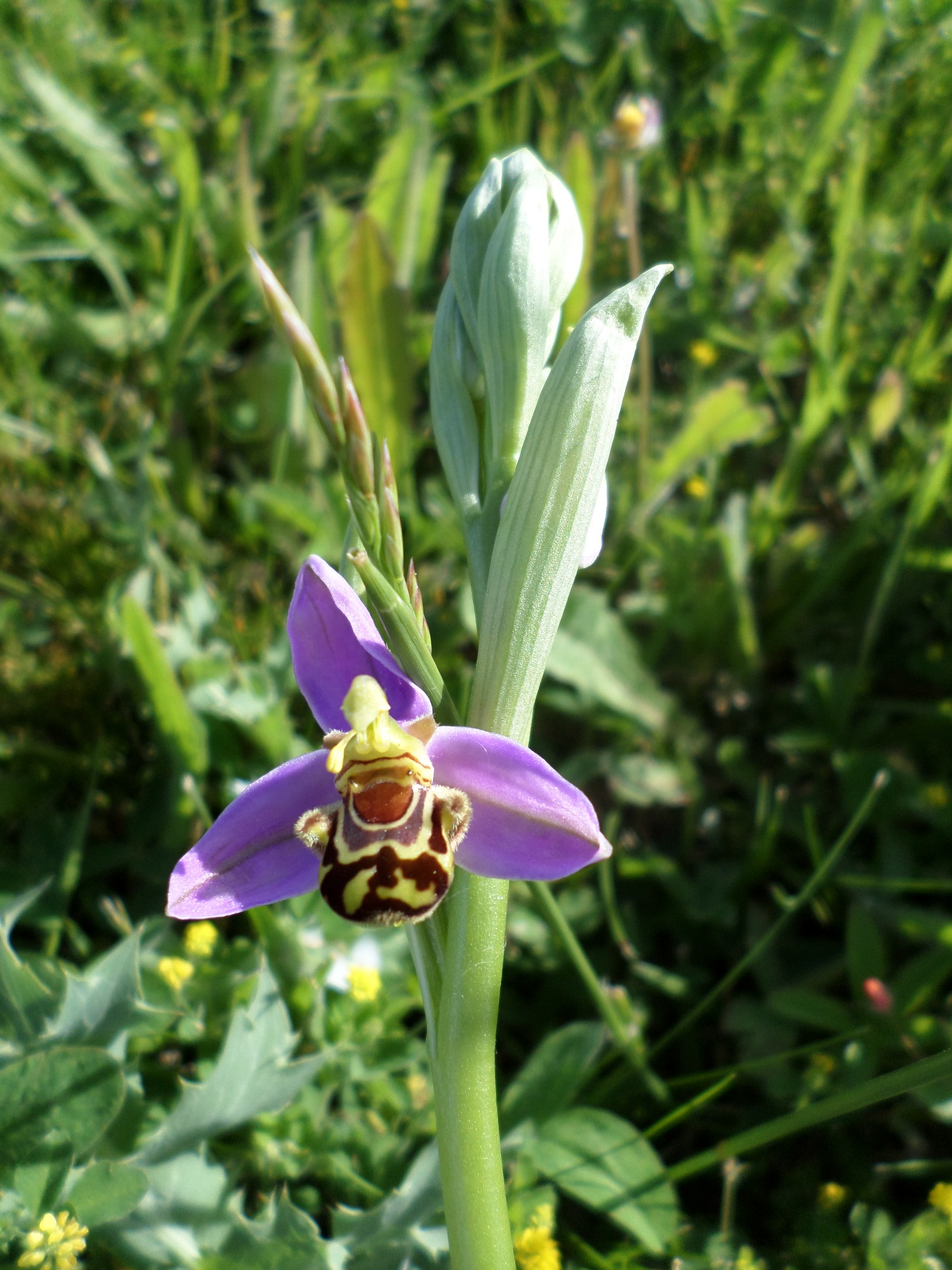
Ophrys apifera.
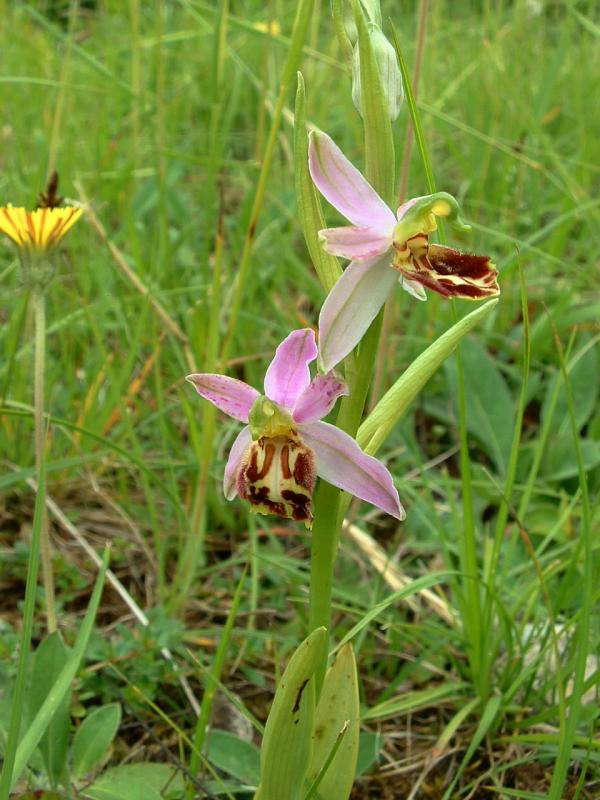
Ophrys apifera subsp.  jurana.
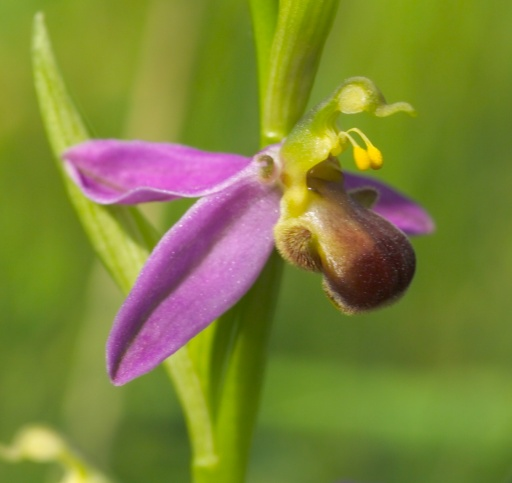
Ophrys apifera var. bicolor.
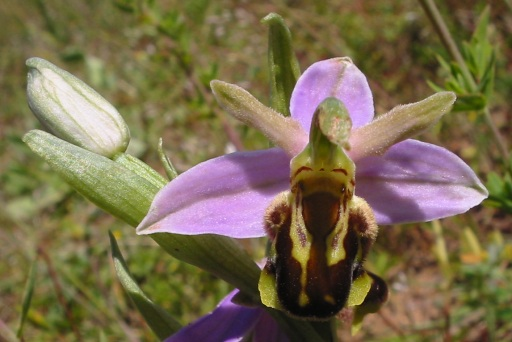
Ophrys apifera var. aurita.

## Synonymes
La première description de cette espèce fut réalisée par William Hudson en 1762 dans sa première édition de Flora Anglica avec le nom botanique actuel (basionyme) mais il existe de nombreux synonymes, certains botanistes pensant être en présence de nouvelles espèces. Un important nombre de variétés a également été proposé (non citées dans cette liste) ainsi que certains lusus (anomalies morphologiques) mais aucune n'est officiellement reconnue.
- Arachnites apifera (Huds.) Hoffm. (1804).
- Ophrys albiflora Spruner ex Boiss. (1882).
- Ophrys aquisgranensis Kaltenb. (1850).
- Ophrys arachnites Mill. (1768).
- Ophrys asilifera Vayr. (1880).
- Ophrys austriaca Wiesb. ex Dichtl (1883).
- Ophrys bicolor O.Nägeli (1914), nom. illeg.
- Ophrys botteronii Chodat (1889).
- Ophrys chlorantha Hegetschw. (1840).
- Ophrys epeirophora Peter (1883).
- Ophrys friburgensis (Freyhold) O.Nägeli (1912).
- Ophrys holoserica (Burm.f.) Greuter (1967).
- Ophrys immaculata (Bréb.) O.Nägeli (1916).
- Ophrys insectifera subvar. aurita Moggr. (1869).
- Ophrys integra Sacc. (1871).
- Ophrys jurana (Ruppert) Neuberger (1925).
- Ophrys mangini Tallon (1941).
- Ophrys oestrifera M.Bieb. (1808).
- Ophrys picta var. oestrifera (M.Bieb.) Bory & Chaub. (1832).
- Ophrys purpurea Tausch (1831).
- Ophrys ripaensis Porta  (1905).
- Ophrys rostrata Ten. (1830).
- Ophrys saraepontana Ruppert (1924).
- Ophrys scolopax var. oestrifera (M.Bieb.) Rchb.f. in H.G.L.Reichenbach (1851).
- Ophrys trollii Hegetschw. (1840).
- Orchis holoserica Burm.f. (1770).
- Orchis oestrifera (M.Bieb.) M.Bieb. (1819).